# TNA Impact! (videojuego)
TNA Impact! (tipográficamente oficial "TNA iMPACT!") es el primer videojuego publicado por la promoción de lucha libre profesional, Total Nonstop Action Wrestling (TNA). El juego fue desarrollado por Midway Studios Los Ángeles y publicado por Midway Games.

## Producción
Después de periodos de negociación con Electronic Arts y Rockstar Games, TNA firmó un acuerdo multianual con Midway Games el 7 de noviembre de 2005. Midway anunció sus intenciones de realizar "Impact!", el primer juego de la historia de la TNA, para cada una de las consolas de séptima generación el 2 de marzo de 2006.
Luchadores de la TNA se involucraron con la producción del juego. Los auto descritos "jugadores hardcore" Samoa Joe y A.J. Styles han tomado parte en las reuniones con el personal de Midway para brindar tormentas de ideas en la jugabilidad, y Joe, Styles, Christopher Daniels, Senshi, Sonjay Dutt, y Jeff Jarrett eran una parte de la sesión de captura de movimiento. Durante las grabaciones del 23 de octubre de 2006 del programa semanal "TNA Impact!", los miembros del plantel de la TNA fueron "escaneados" para el juego y las muestras de audio de la multitud de Impact! Zone se registraron.

## Características
TNA Impact! está basado en acción rápida e impactante, enfocándose muy poco en las maniobras de sumisión. El sistema soporta luchas de hasta cuatro jugadores, excepto en las luchas en línea, en donde hay torneos, pero solo con luchas de uno contra uno. Además, el sistema en línea tan solo está en la PlayStation 3 y Xbox 360. Para los luchadores, se escanearon a los luchadores reales y las texturas fueron pintadas a mano para incluir pequeños detalles tales como la piel o cicatrices. Durante la lucha, se pueden usar los movimientos finales de los luchadores mediante el "Impact! meter" (Medidor de Impacto) que se muestra en la pantalla. También se muestra el estado de salud del luchador por medio de un sistema de colores. El juego también incluye minijuegos para escapar de las sumisiones y los pinfalls.
La lucha más característica de TNA, el Ultimate X, es una lucha jugable, al igual que las luchas individuales, de parejas o de cuatro luchadores. También están disponibles las Submisson y Falls Count Anywhere matches. Como arenas, el juego incluye diferentes estadios de la TNA, como la Impact Zone de Florida, Japón, México, Inglaterra, Las Vegas, así como localizaciones en el circuito independiente. El Liverpool Olympia también se incluyó como una arena.
Midway también introdujo contenido descargable para aumentar el plantel de luchadores, siendo el primer videojuego de lucha en incluir este tipo de servicio. El primer contenido descargable incluyó a los luchadores Curry Man y Petey Williams, quienes pueden ser descargados por 100 puntos 100 Microsoft del Xbox Live Marketplace, incluyendo como extra a Mike Tenay. Sin embargo, en un principio, los personajes tuvieron fallos de diseño y Curry Man entraba como Christopher Daniels y Williams entraba como A.J. Styles y luchaba con el avatar de Senshi.
El Modo Historia lo protagoniza un personaje exclusivo del juego, Suicide. Durante varios iMPACT! después del 14 de agosto de 2008, apareció la frase "whoissuicide.com" durante unos pocos segundos durante la emisión del programa. En la página web de la TNA, se mostró que el personaje de Suicide sería llevado a la vida real. En Final Resolution, Suicide hizo su debut en la TNA.

## Roster
- Abyss1
- A.J. Styles
- Alex Shelley
- Booker T
- Brother Devon
- Brother Ray1
- Chris Sabin
- Christian Cage
- Christopher Daniels
- Curry Man4
- Don West2
- Eric Young1
- Hernández
- Homicide
- James Storm
- Jay Lethal 1
- Jeff Jarrett1
- Kevin Nash1
- Kurt Angle
- Mike Tenay3 4
- Petey Williams4
- Rhino
- Robert Roode
- Samoa Joe
- Scott Steiner
- Senshi2
- Shark Boy
- Sonjay Dutt1
- Sting
- Suicide1
- Tomko1

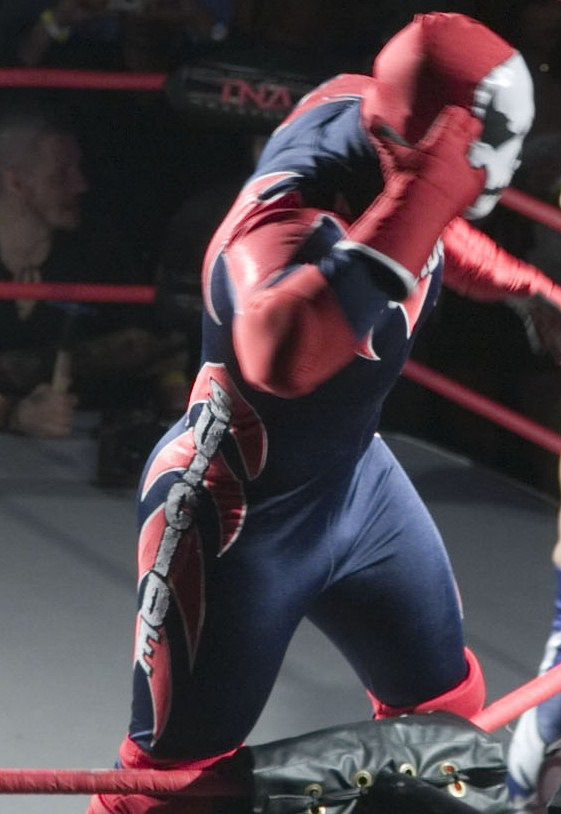
El protagonista del Modo Historia, Suicide, quien más tarde sería usado como un luchador en la TNA.

1Debe ser abierto vía el modo de Historia.

2Debe ser abierto vía Puntos de Estilo (Style Points).

3Debe ser abierto vía el código de preorden y está sólo en el Xbox 360 versión.

4Debe ser descargado a través de contenido descargable.

## Escenarios
- Orlando
- Vegas
- Inglaterra
- México
- Japón
- Freedom Center
- Armory
- CHINA

## Recepción
| Sistema       | Metacritic       | GameRankings         |
| ------------- | ---------------- | -------------------- |
| PlayStation 2 | 58 (4 críticas)  | 63.17% (6 críticas)  |
| PlayStation 3 | 64 (27 críticas) | 63.33% (24 críticas) |
| Wii           | 43 (5 críticas)  | 44.43% (7 críticas)  |
| Xbox 360      | 62 (44 críticas) | 64.73% (44 críticas) |

Las críticas hacia el juego lo catalogaron generalmente como "mediocre". A pesar de ser alabado por sus gráficos realistas y su sistema de juego simple, se criticó el limitado y repetitivo set de movimientos de los luchadores, las pobres entradas a la arena, la falta de cinturones de campeones y una inteligencia artificial inconsistente.
El 12 de febrero de 2009, Midway Games anunció que TNA iMPACT! había vendido aproximadamente un millón de copias.

## Secuela
Midway Games anunció una secuela del juego, pero en julio de 2009, Time Warner compró la mayoría de Midway, compra que no incluía la licencia de TNA. En septiembre de 2009, la presidenta de TNA Dixie Carter anunció que estaba buscando un nuevo socio para desarrollar el videojuego. El 11 de noviembre de 2009, SouthPeak Games confirmó que había adquirido la licencia para desarrollar la secuela, la cual se llamó TNA Impact!: Cross the Line y fue lanzada el 25 de junio de 2010 para PlayStation Portable y Nintendo DS.